# 惣村
惣村（日语：／），又稱惣，是指日本中世紀農民基於自治和地緣關系結成的共同組織（村落形態），为莊園公領制的產物。惣村的領導者包括“乙名”和“沙汰人”等。此外，在惣村的成員中，尚未成為“乙名”的年輕人被稱為“若眾”。